# Bawku
Bawku é uma cidade no Gana. Em 2005, a população era de cerca de 71 982 habitantes, sendo esta a décima quinta maior cidade no Gana.